# Edward Fiskowicz
Edward Fiskowicz (ur. 1 maja 1923 w Rzeżycy, zm. 31 października 2016) – działacz polonijny na Łotwie.

## Życiorys
Pradziadek pochodził z Krakowa, a prababcia z Wilna. Na Łotwę przyjechali za pracą w listopadzie 1918 roku. Ojciec Edwarda, również Edward był artystą stolarzem, autorem ołtarza dla katedry katolickiej w Jełgawie. Edward uczył się w szkole muzycznej i Gimnazjum Polskim w Rzeżycy. Po 1940 roku, gdy na te tereny wkroczyły wojska radzieckie wstąpił do AK. W 1943 został aresztowany i służył w 20. Batalionie Policyjnym Łotwy, a w 1945 roku został wywieziony na Syberię. Tam w obozie zorganizował orkiestrę „Simfo–Dżaz”. Do domu wrócił w 1947 roku. Pracował i uczył się w Łatgalskim Państwowym Teatrze Dramatycznym. W 1951 roku obawiając się represji ze strony Rosjan wyjechał do Rygi, gdzie zatrudnił się jako wychowawca. Organizował zajęcia plastyczne, muzyczne i recytatorskie. Po ukończeniu konserwatorium pracował w domach kultury.
Gdy w 1978 roku Vanda Puķe i Bolesław Gołubiec założyli Klub Przyjaźni Polsko–Radzieckiej Polonez w Domu Kultury Budowniczych, obecnie (2018) ryski Dom Kultury „Polonez”. Edward Fiskowicz aktywnie uczestniczył w jego działalności, był jego prezesem, a pod koniec życia członkiem honorowym. W 1983 roku powołał przy Klubie i został kierownikiem chóru Polonez. Organizował Konkurs Polskiej Piosenki Estradowej. Zmarł w 2016 roku i został pochowany na Nowym Cmentarzu w Bołderai (Jaunie Bołderąjas kapi).

## Odznaczenia
- 2012: Krzyż Kawalerski Orderu Zasługi Rzeczypospolitej Polskiej[6][1]
- 2006: Zasłużony Kulturze – Gloria Artis[1]
- 2006: Medal „Pro Memoria”[1]
- 2002: Złoty Krzyż Zasługi[7][1]